# Handley Page Type G
O Handley Page Type G foi um  biplano britânico de dois lugares, projetado pela Handley Page cujo primeiro voo ocorreu em 1913. Apenas um foi construído.
Ele foi o primeiro avião totalmente projetado pela Handley Page, e recebeu a designação interna de H.P.7. O Type G usava asas no mesmo plano, mas de envergaduras diferentes. Os detalhes dessa disposição foram alterados ao menos uma vez. As vésperas da Primeira Guerra Mundial em 1914, o Type G foi comprado pelo Royal Naval Air Service e foi baseado em Hendon, sendo usado para treinamento e defesa. Durante seu período em serviço, ele carregava uma bandeira do Reino Unido e o número 892 no leme.